# Scopula spatiosaria
Scopula spatiosaria är en fjärilsart som beskrevs av Walker 1866. Scopula spatiosaria ingår i släktet Scopula och familjen mätare. Inga underarter finns listade.